# William M. Calder
William Musgrave Calder, född 3 mars 1869 i Brooklyn, död där 3 mars 1945, var en amerikansk republikansk politiker.
Han gifte sig 1893 med Catherine E. Harloe.
Han var ledamot av USA:s representanthus 1905-1915 och kandiderade inte till omval efter fem mandatperioder. Han var sedan ledamot av USA:s senat 1917-1923. Han kandiderade till en andra mandatperiod i senaten i 1922 års kongressval men förlorade mot demokraten Royal S. Copeland. Efter förlusten återvände han till den privata sektorn och gjorde karriär inom byggbranschen och på olika finansföretag i Brooklyn.
Hans grav finns på Greenwood Cemetery i Brooklyn.